# 100 procent Östersund
100 procent Östersund var en gratistidning i Östersund. 
Tidningen grundades år 2005 av Henrik Sekander och Gunnel Edvardsson, och delades ut till  hushåll i Östersunds kommun samt Ås varje helg. Den var annonsfinansierad. Tidningen köptes 2012 av Mittmedia och slogs då ihop med ÖP:s gratistidning Extra Östersund. ÖP ägde även Lokaltidningen Strömsund (grundad 2008) och Lokaltidningen Krokom (grundad 2011) som år 2014 bytte namn till 100% Krokom och 100% Strömsund.
I november 2017 lades 100%-tidningarna ner. Detta ledde till att det direktreklamföretag som delat ut tidningarna begärde sig självt i konkurs. 100%-tidningarna ersattes av månadsmagasinet ÖP Magasin som började utgivningen i mars 2018.